# Il lungo addio (film)
Il lungo addio (The Long Goodbye) è un film noir del 1973, diretto dal regista Robert Altman, tratto dall'omonimo romanzo di Raymond Chandler. Il film annovera attori quali Elliott Gould nel ruolo di Philip Marlowe, Sterling Hayden nei panni di Roger Wade e Mark Rydell nel ruolo del gangster Marty Augustine.
Nel 2008, la rivista Empire ha elencato il film al 357mo posto nei 500 film più grandi della storia del cinema.
Nel 2021 è stato scelto per la conservazione nel National Film Registry della Biblioteca del Congresso degli Stati Uniti.

## Trama
(Philip Marlowe)
Nel pieno della notte, dopo aver dato da mangiare al suo gatto, l'investigatore privato Philip Marlowe riceve una visita dal suo vicino di casa e amico Terry Lennox, che chiede un passaggio da Los Angeles al confine con il Messico, a Tijuana. Marlowe gli dà il passaggio. Al ritorno a casa, Marlowe riceve una visita da due detective della polizia, che accusano Lennox di aver assassinato la sua ricca moglie Sylvia. Marlowe rifiuta di dare loro informazioni, quindi lo arrestano per favoreggiamento. Dopo tre giorni in carcere, la polizia lo libera, poiché Lennox si è suicidato in Messico.
Marlowe viene assunto da Eileen Wade, la moglie di Roger Wade, un romanziere alcolista con il blocco dello scrittore. La donna chiede a Marlowe di trovare suo marito perché è preoccupata dalla sua sparizione nonostante sia abituata ai suoi frequenti abbandoni da casa e alla sua propensione al bere. Mentre svolge l'indagine sul signor Wade, Marlowe viene a contatto con cliniche private di disintossicazione per i ricchi alcolisti e tossicodipendenti. Individua e recupera Roger Wade e scopre che i Wades conoscevano i Lennox. Sospetta che ci sia di più sotto il suicidio di Terry e l'omicidio di Sylvia. Marlowe provoca l'ira del gangster Marty Augustine, che rivuole da Lennox i soldi che gli aveva prestato. Augustine sfregia la sua amante solo per dimostrare cosa potrebbe succedere a Marlowe. Dopo un viaggio in Messico, dove i funzionari confermano i dettagli della morte di Lennox, Marlowe torna alla casa dei Wades, dove c'è una festa che si interrompe dopo l'arrivo del Dr. Verringer che dice a Roger di non aver pagato una fattura della clinica di disintossicazione. Più tardi quella notte, Eileen e Marlowe hanno una conversazione che termina quando Marlowe vede Roger ubriaco vagare nel mare; i due cercano di fermarlo ma egli annega. Eileen confessa che Roger aveva avuto una relazione con Sylvia e potrebbe essere stato lui ad ucciderla. Marlowe lo dice alla polizia, che pensa che il tempo trascorso in clinica da Roger sia stato un alibi. Marlowe visita Augustine, il cui denaro mancante è stato restituito. Marlowe vede Eileen in auto, prova a intercettarla ma viene investirlo. Dopo essere stato in ospedale ritorna in Messico, dove paga i funzionari locali per farsi rivelare la verità. Essi confessano di aver stabilito l'apparente suicidio di Terry e rivelano che è vivo e vive in una villa messicana. Marlowe si reca alla villa di Terry e parla con questi, che ammette di aver brutalmente ucciso Sylvia, e poi rivela che sta avendo una relazione con Eileen. Inoltre dice Marlowe è caduto nelle sue manipolazioni, perché secondo lui è "un perdente nato". Marlowe allora decide di fare giustizia, sparando mortalmente a Terry. In quell'istante passa Eileen, che sta arrivando per incontrare Terry. Marlowe estrae la sua armonica e passeggia in giro per la strada, suonandola.

## Produzione
I produttori Jerry Bick e Elliot Kastner acquistarono i diritti cinematografici del romanzo Il lungo addio (1953) di Raymond Chandler e strinsero un accordo di produzione con la società United Artists Distribution. Commissionarono la sceneggiatura a Leigh Brackett - che aveva scritto la sceneggiatura de Il grande sonno - e chiesero a Howard Hawks e Peter Bogdanovich di dirigerlo; entrambi rifiutarono l'offerta, ma Bogdanovich raccomandò di rivolgersi a Robert Altman, il quale inizialmente non si dimostrò interessato, almeno fino a quando non gli venne concesso di far entrare nel cast Elliott Gould nei panni di Marlowe, nonostante la scelta originaria dei produttori ricadesse su Robert Mitchum e Lee Marvin. Elliott Gould era allora in un momento piuttosto critico della sua carriera, dato che alcuni dei suoi film non avevano riscosso grande successo, come ad esempio A Glimpse of Tiger (una produzione fermata dopo soli quattro giorni di riprese), durante il quale si vocifera avesse litigato con la coprotagonista Kim Darby, fatto a cazzotti con il regista Anthony Harvey e sbagliato la recitazione: la conseguenza fu che non lavorò per due anni. Il regista aveva tuttavia fiducia nell'attore e convinse il produttore Bick che Gould era adatto per quel personaggio. Prima di dargli la parte, la United Artists volle che Gould si sottoponesse ad un esame medico fisico e psicologico obbligatorio che certificasse la sua sanità mentale.
In origine l'amico del regista Dan Blocker (Hoss nel telefilm Bonanza) avrebbe dovuto interpretare Roger Wade, ma morì prima di iniziare le riprese; Il lungo addio venne dedicato alla sua memoria. Il futuro attore e governatore californiano Arnold Schwarzenegger appare in un ruolo minore durante la scena successiva, nel ruolo di uno degli scagnozzi di Augustine.

### Sceneggiatura
Il regista Altman basò la sua ricerca per la sceneggiatura sulla raccolta di lettere e appunti Raymond Chandler Speaking, non sul romanzo del 1953 e le fece leggere al team di produzione. Nell'articolo Robert Altman: un innovatore americano riguardo alla raccolta di lettere afferma: "Ma Chandler ha usato questo filo per collegare circa 60 saggi quindi per me il vero interesse in Raymond Chandler era legato a tali saggi. Abbiamo ristretto la trama, eliminato la metà dei personaggi probabilmente e ho poi usato quello stesso filo per legare un pugno di film." Il cambiamento più significativo effettuato dal regista e dallo sceneggiatore fu il finale della vicenda; al riguardo Brackett affermò che "Il finale originale, quello del romanzo era piuttosto inconcludente e non piaceva a nessuno di noi quindi abbiamo pensato di discostarci e vedere cosa sarebbe successo".
La storia e la trama dell'adattamento cinematografico del 1973 si discostano notevolmente dal romanzo del 1953; la sceneggiatrice Leigh Brackett si concesse diverse libertà narrative relativamente alla storia, alla trama e ai personaggi: il fatto che alla fine della storia Philip Marlowe uccida il suo migliore amico Terry Lennox è una delle differenze principali rispetto al romanzo, essendo la vicenda ispirata al copione di Ispettore Callaghan: il caso Scorpio è tuo! (Dirty Harry, 1971); il padre della milionaria Sylvia Lennox (l'amata di Marlowe) non compare nel film; l'omicidio di Roger Wade nel film è un suicidio e il gangster Marty Augustine e tutta la sua storia è una invenzione appositamente pensata per il film.
La scena finale ha una notevole somiglianza con la scena finale de Il terzo uomo, così come il discorso finale di Terry Lennox ha una grande somiglianza con l'orologio a cucù di Orson Welles trasportato nel Terzo uomo. Il personaggio di Terry Lennox è interpretato, eccezionalmente, dal giocatore di baseball Jim Bouton.
Cosa sia veramente il cosiddetto "lungo addio" è difficile stabilirlo. Potrebbe essere quello a Terry Lennox, o potrebbe essere quello all'intero genere di film con detective.

### Fotografia
Per le caratteristiche della storia, l'effetto psicologico del dislocamento culturale, il mondo californiano de Il lungo addio spesso è poco brillante e scialbo, i colori sono deboli; il regista Altman e il cineasta Vilmos Zsigmond ottennero questo effetto con un negativo parzialmente esposto e utilizzando riprese attraverso finestre, gabbiette ecc.

### Colonna sonora
La colonna sonora del film consiste in due canzoni, la prima Urrà per Hollywood e un'altra intitolata Il lungo addio. Ogni volta che si sente Il lungo addio c'è una variazione nel tema composto da John Williams.

## Accoglienza

### Critica
Il lungo addio è una satira degli stereotipi hollywoodiani, si apre e si chiude con la versione originale della canzone Hooray for Hollywood (1937) definendo l'atmosfera, il tempo e il luogo con un'immagine della vecchia architettura delle colline hollywoodiane, spostandosi poi su un Philip Marlowe, investigatore privato, vestito e addormentato negli anni 1970. "Rip van Marlowe" è quello che rimane di un cavaliere errante degli anni 1940 trapiantato nel mondo contemporaneo degli anni 1970. Nel corso della storia, durante un interrogatorio della polizia, Marlowe stesso allude allo stacco culturale chiedendo, mentre fuma una sigaretta "Questo è il posto in cui dovrei stare? Cos'è tutto questo?" e l'altro replica: "Stai zitto, sono io a fare le domande!"; nella California salutista Marlowe si accende una sigaretta in ogni scena, unico fumatore tra tutti i personaggi.
Le critiche iniziali del film furono eterogenee e al botteghino il film non guadagnò molto, complice il fatto che rispetto al racconto cambiavano parecchie cose. Sight and Sound e The Film Quarterly attaccarono in maniera eccessiva il personaggio interpretato da Gould, Marlowe, sostenendo che "una sola interpretazione non può fare satira o distruggere un'icona fino a quando non si crea un'altra di queste interpretazioni". Alcuni critici obiettarono il fatto che un Marlowe degli anni 1970, sentendosi tradito, avrebbe ucciso il suo amico alla fine del film. Ad Altman piacque il nuovo finale così tanto che egli insistette su una clausola nel contratto che garantiva che la fine non sarebbe stata cambiata durante la post-produzione o il montaggio. Altri critici lo compararono in maniera positiva rispetto ad altri film di Altman. Una recensione del film nel New York Times diceva:
(Vincent Canby, New York Times)
Con il tempo, Il lungo addio fu accettato più ampiamente e rivalutato da alcuni critici come il capolavoro di Altman.
Il film fu analizzato dal critico Roger Ebert alla Conferenza sull'Economia Mondiale a Boulder, in Colorado del 2006 come fonte per alcune sue analisi sul cinema.
(Massimo Bertarelli, Il Giornale, 16 giugno 2001)
(Paolo Mereghetti, Il Mereghetti Dizionario dei film 2008)

## Edizioni
Prima dell'uscita del DVD, in Italia circolava una versione non integrale. Essa, infatti, differiva leggermente da quella internazionale, essendo state tagliate alcune brevi scene all'epoca dell'uscita del film nei cinema italiani. Si noti, oltretutto, che nei passaggi televisivi veniva trasmessa una versione censurata. La versione internazionale è ora recuperabile nel DVD della MGM: per l'occasione sono state inserite le scene inedite in Italia e doppiate con nuove voci.

## Premi e riconoscimenti
National Society of Film Critics Award alla miglior fotografia

## Citazioni
C'è una brevissima dedica al Il mistero del falco in una scena; quando Marlowe sta parlando con Eileen Wade si vede un falco maltese verde su un paralume nello sfondo. Un'altra brevissima dedica è a Viaggio a Tokyo, visto in un riflesso del vetro mentre Marlowe sta andando all'ospedale in ambulanza. In una scena del film Marlowe dice che sta per «chiamare Ronald Reagan», che all'epoca in cui è stato girato il film (attualizzato rispetto al libro di Chandler) era il governatore della California. Ironia della sorte, nella stessa scena è presente un giovane Arnold Schwarzenegger (non accreditato nei titoli di coda), futuro governatore californiano.